# Schwarz Pharma

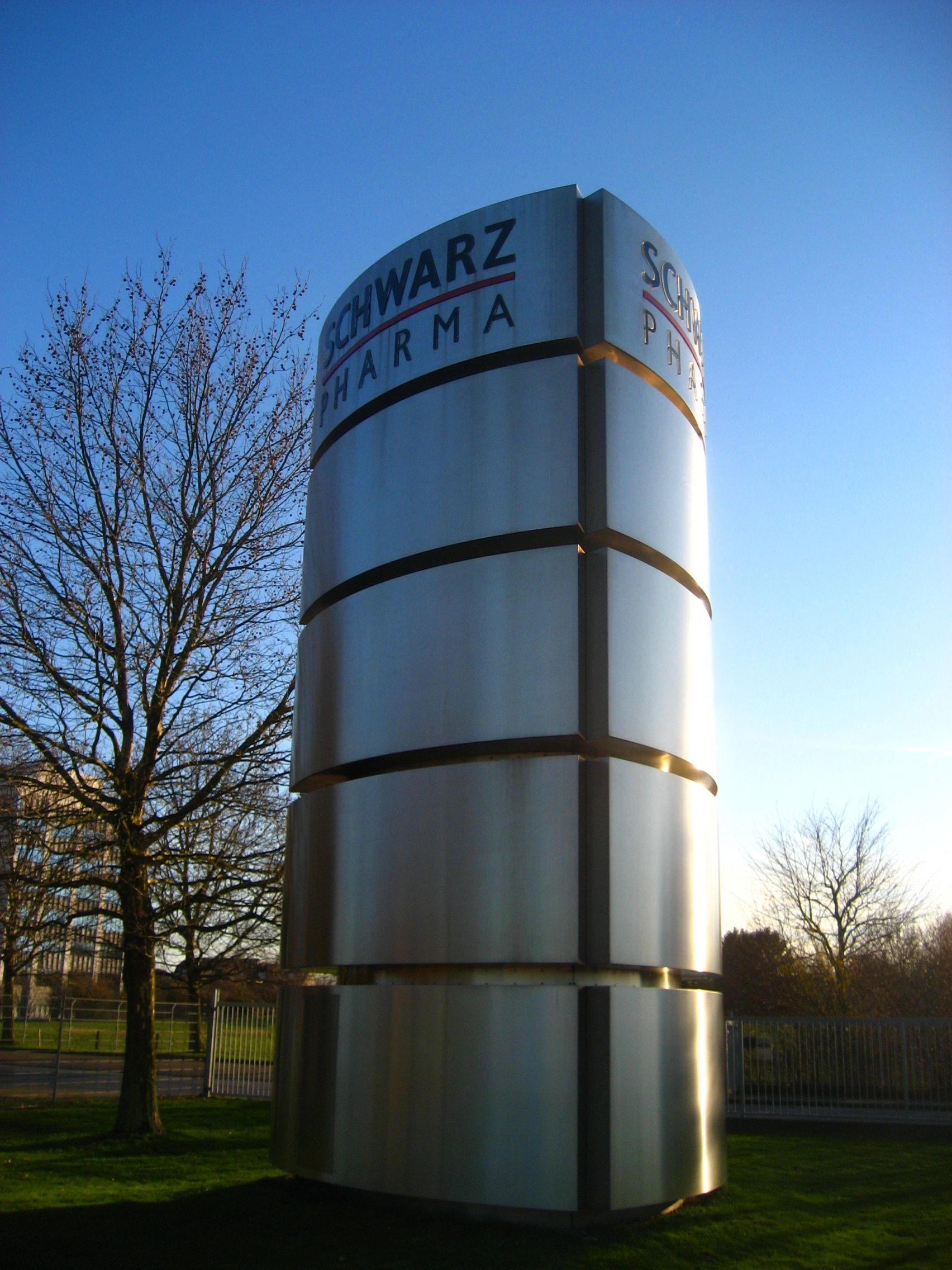
Vor der ehemaligen Schwarz Pharma Unternehmenszentrale in Monheim (Februar 2008)

Schwarz Pharma AG war ein börsennotiertes Pharmaunternehmen mit Sitz in Monheim am Rhein und ist seit 2007 Bestandteil des belgischen UCB-Konzerns. 2005 beschäftigte das Unternehmen weltweit 4.100 Mitarbeiter, davon 1.696 in Deutschland, und erzielte einen Umsatz von 991 Millionen Euro. Im Jahr 2007 kam es nach der Übernahme durch UCB aufgrund öffentlichen Übernahmeangebotes zum Ausscheiden aus dem MDAX.
Die Entwicklungsschwerpunkte von Schwarz Pharma lagen in den Bereichen Herz-Kreislauf-System, Magen-Darm-Trakt, Asthma, Neurologie und Urologie.

## Geschichte
Das Unternehmen wurde am 1. Mai 1946 von Rolf Schwarz-Schütte (1920–2019) und seinem Vater, dem Apotheker Anton Schwarz, unter dem Namen Central-Laboratorium Reichelsheim Dr. A. Schwarz KG in Reichelsheim (Odenwald) gegründet. Die erste Produktserie hieß „Sanol“ (Gallo-, Cordi-, Ferro-, Bella-Sanol bzw. bella sanol, ein Secale-Alkaloide, Belladonna-Extrakt und Acidum phenylaethylbarbituricum enthaltendes Sedativum). Mitte 1947 kam Antons zweiter Sohn Kurt aus der Kriegsgefangenschaft zurück und wurde etwas später in die Firma aufgenommen.
In den 1950ern siedelte das Unternehmen Dr. Schwartz KG. nach Monheim bei Düsseldorf um, wobei das Betriebsgelände zunächst an der Mittelstraße im städtischen Wohngebiet lag. 1979 kaufte Schwarz Pharma Gelände an der Alfred-Nobel-Straße am südlichen Stadtrand von Monheim und zog Anfang der 1980er Jahre dorthin um. 1995 wurde das Familienunternehmen an die Börse gebracht und in den MDAX aufgenommen.
Am 25. September 2006 kündigte der belgische Pharmakonzern UCB die Übernahme der Schwarz Pharma an. Der Vorstandsvorsitzende Patrick Schwarz-Schütte, Sohn von Rolf Schwarz-Schütte, schied zum 31. Dezember 2006 aus dem Vorstand aus und wechselte zunächst in den Aufsichtsrat der UCB.
Die Gründerfamilie Schwarz-Schütte, die ihre Mehrheitsbeteiligung an dem Monheimer Unternehmen an den belgischen Wettbewerber UCB verkauft hat, zahlte zum Abschied jedem Mitarbeiter eine Sondervergütung von 10.000 Euro. Von der Bandarbeiterin bis zur Führungskraft unterhalb der Vorstandsebene habe jeder zum Unternehmenserfolg beigetragen, sagte der Firmengründer und Ehrenvorsitzende des Aufsichtsrats Rolf Schwarz-Schütte. Insgesamt belaufe sich die Sondervergütung auf 42 Millionen Euro.
Die Familie Schwarz-Schütte gehört zu den reichsten Familien in Deutschland, allein von 2005 auf 2006 erzielte sie einen Zuwachs ihres Privatvermögens um 1,25 Milliarden Euro. Im Juni 2011 kaufte die Black-Horse-Investment (BGI) der Familie Schwarz-Schütte das Dreischeibenhaus in Düsseldorf.
Schwarz Pharma wurde im März 2007 aus dem MDAX der Deutschen Börse genommen, da das Unternehmen nach der Übernahme durch die belgische UCB mit nur noch 12 % Streubesitz durch den Aufsteiger Symrise im MDAX verdrängt wurde. Am 8. Juli 2009 beschloss die Hauptversammlung der Schwarz-Pharma den Squeeze-out der verbliebenen freien Aktionäre zugunsten der UCB.
Nach Beschluss der Hauptversammlung vom 30. November 2009 erfolgte mit Handelsregistereintragung vom 13. Januar 2010 ein Formwechsel der Schwarz Pharma AG zur UCB Pharma GmbH. Mit Wirkung vom 29. Juli 2011 wurde die ehemalige Tochtergesellschaft Schwarz Pharma Produktions GmbH auf den übernehmenden Rechtsträger UCB Pharma GmbH nach Maßgabe des Verschmelzungsvertrags vom 6. Juli 2011 verschmolzen.
Zur UCB-Gruppe gehören ferner noch die ehemaligen Schwarz Pharma-Tochtergesellschaften UCB BioSciences GmbH (bis 3. Januar 2011 Schwarz Biosciences GmbH) und die Sanol GmbH (Beteiligung jeweils zu 100 %). 
Später erfolgte die Veräußerung der UCB Innere Medizin an den Finanzinvestor Paragon Partners, der die Firma schließlich 2019 in Apontis Pharma umbenannte. Apontis wurde Ende 2024 von Zentiva übernommen.